# Struth (Flieden)
Struth is een plaats in de Duitse gemeente Flieden, deelstaat Hessen, en telt 320 inwoners (2008).